# Masakra w Soweto
Masakra w Soweto (również rewolta w Soweto) – brutalne stłumienie protestów, które miały miejsce w dniach 16–18 czerwca 1976 roku w miejscowości Soweto (dziś dzielnicy Johannesburga) w Południowej Afryce.

## Przebieg
W Południowej Afryce obowiązywał apartheid, system polityczny oparty na segregacji rasowej (przekonaniu o wyższości rasy białej oraz dyskryminujący rdzenną ludność czarnoskórą i kolorową). Jednym z kontrowersyjnych tematów była kwestia języka. Ludność czarnoskóra domagała się uznania ich własnych kultur i języków, na co nie zgadzał się rząd. Pomimo istnienia sprzeciwu wobec segregacji rasowej, rząd był na tyle silny, by stłumić każdą krytykę.
W czerwcu 1976 roku władze Południowej Afryki podjęły decyzję o wprowadzeniu języka afrikaans w szkołach i uniwersytetach. Decyzja ta wywołała zamieszki na terenie całego kraju. Obok haseł o zniesienie nauki w afrikaans domagano się poprawy jakości edukacji w szkołach dla czarnoskórych. Szacuje się, że w protestach wzięło udział ok. 20 tys. osób, byli to głównie uczniowie. Największe protesty odbywały się w Soweto, miejscowości położonej 20 km na południowy zachód od Johannesburga. Tam w wyniku otworzenia ognia przez policję zginęło co najmniej 176 osób, a rannych zostało ok. 1000. Według innych źródeł zginęło od 400 do 700 osób.
Protesty przełamały bierność, będącą następstwem masakry w Sharpeville z 1960 roku. Protest w Soweto był źródłem niepokojów, trwających do końca 1976 roku. Działania policji potępiła ludność Południowej Afryki, zarówno czarno jak i białoskóra. Wydarzenia w Soweto uświadomiły też skalę wrogości pomiędzy czarnoskórymi Afrykanami a białoskórymi Afrykanerami.
Symbolem masakry stał się umierający trzynastolatek Hector Pieterson, sfotografowany przez Sama Nzimę.

## Następstwa
Wydarzenia w Soweto potępiła Organizacja Narodów Zjednoczonych w rezolucji z 19 czerwca 1976 roku. Skala wydarzeń zwróciła uwagę opinii międzynarodowej na trudną sytuację Afrykanów w Południowej Afryce.
Po masakrze w Soweto rząd południowoafrykański dokonał niewielkich zmian. Od 1976 roku zaczęto przyznawać niepodległość bantustanom. Niepodległość otrzymały: Transkei (1976), Bophuthatswana (1977), Venda (1979) i Ciskei (1981). Wobec nacisków społecznych przepisy dotyczące języka w szkołach złagodzono, jednak ta decyzja nie uspokoiła sytuacji. Ponadto władze przyznały Afrykanom prawo do wyboru samorządów, jednak decyzja ta została uznana za jałmużnę. W ciągu następnych lat w wyniku coraz większego niezadowolenia społecznego, nacisków ze strony opinii międzynarodowej zmienił się stosunek rządu do apartheidu. W 1994 roku segregację rasową zniesiono.
Na cześć ofiar masakry w Soweto Organizacja Jedności Afrykańskiej i UNICEF ustanowiły Międzynarodowy Dzień Dziecka Afrykańskiego, przypadający na 16 czerwca. Tego samego dnia w Południowej Afryce obchodzony jest Dzień Młodzieży, upamiętniający masakrę.